# 2017 في اليابان
فيما يلي قوائم الأحداث التي وقعت خلال عام 2017 في اليابان.

## أحداث

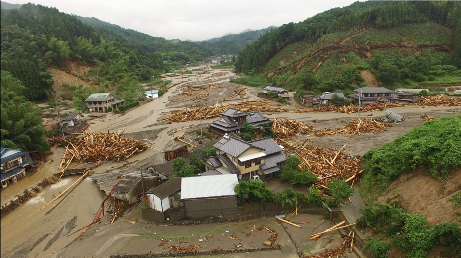
جانب من السيول التي وقعت في محافظة فوكوكا خلال شهر يوليو من عام 2017

- 22 يناير - اندلاع حريق في مصفاة نفط بمدينة أريدا الواقعة في محافظة واكاياما دون وقوع أي إصابات.[1]
- 5 مارس - تحطم مروحية من طراز بيل 412 بعد اصطدامها في جبل هاتشيبوز الواقع بمحافظة ناغانو أدى إلى مقتل تسعة عمَّال إنقاذ وفقاً لمسؤول في وزارة النقل اليابانية.[2]
- 2 مايو - أكدت وكالة الأرصاد الجوية اليابانية وقوع ثوران كبير لبركان ساكوراجيما في محافظة كاغوشيماوصل ارتفاعه إلى 400 متر.[3]
- 5 يوليو - وقوع سيول حطامية وحلية على أثر هطول أمطار غزيرة جارفة في كل من آساكورا بمحافظة فوكوكا وهيتا بمحافظة أويتا أدت إلى مقتل 36 شخص وإصابة 21 آخرين.[4]
- 22 أكتوبر – إجراء الانتخابات العامة اليابانية 2017.
- 30 أكتوبر - اعتقال القاتل المتسلسل المشتبه تاكاهيرو شيرايشي في طوكيو.[5]
- نوفمبر - أعلن الإمبراطور أكيهيتو عن نيته التنازل عن سدة العرش يوم 30 أبريل 2019، وسيخلفه ابنه البكر ولي العهد الأمير ناروهيتو.[6][7]

## سياسة

### تعيين في المنصب
- 25 يوليو – ايزومي يوشيدا عضو مجلس النواب من اليابان.
- 3 أغسطس – تارو كونو وزير الشؤون الخارجية [الإنجليزية]‏،عضو مجلس النواب من اليابان.
- 22 أكتوبر – إيتشيرو أوزاوا عضو مجلس النواب من اليابان.
- 22 أكتوبر – تارو أسو عضو مجلس النواب من اليابان.
- 22 أكتوبر – سيجي مايهارا عضو مجلس النواب من اليابان.
- 22 أكتوبر – شينزو آبي عضو مجلس النواب من اليابان.
- 22 أكتوبر – فوميو كيشيدا عضو مجلس النواب من اليابان.
- 22 أكتوبر – كوجي ساتو عضو مجلس النواب من اليابان.
- 22 أكتوبر – كويتشي ياماموتو عضو مجلس النواب من اليابان.
- 22 أكتوبر – ناوتو كان عضو مجلس النواب من اليابان.
- 22 أكتوبر – هاكوبون شيمومورا عضو مجلس النواب من اليابان.
- 22 أكتوبر – يوشيهيكو نودا عضو مجلس النواب من اليابان.
- 22 أكتوبر – يوكيو إيدانو عضو مجلس النواب من اليابان.

### انتهاء فترة المنصب
- 28 سبتمبر – ايزومي يوشيدا عضو مجلس النواب من اليابان.

## أفلام
من الأفلام التي صدرت هذه السنة في اليابان:
- 15 أبريل – المحقق كونان: رسالة الحب القرمزية من إخراج Kōbun Shizuno [الإنجليزية]‏.
- 3 يوليو – اسمك من إخراج ماكوتو شينكاي.
- 29 يوليو – عودة غودزيلا من إخراج هيدياكي أنو.

## برامج ومسلسلات وأنمي
- سيرين

## وفيات

### يناير
- 6 يناير – كوسي كامو (مواليد 1932) لاعب كرة مضرب ياباني.
- 22 يناير – ماسايا ناكامورا (مواليد 1925)

### فبراير
- 2 فبراير – شونيشيرو أوكانو (مواليد 1931) لاعب كرة قدم ياباني.

### مارس
- 1 مارس – ياسويوكي كوواهارا (مواليد 1942) لاعبو كرة قدم يابانيون.
- 13 مارس – هيروتو موراؤكا (مواليد 1931) لاعب كرة قدم ياباني.

### أبريل
- 5 أبريل – ماكوتو أووكا (مواليد 1931) شاعر ياباني.

### أغسطس
- 28 أغسطس – تسوتومو هاتا (مواليد 1935)

### سبتمبر
- 8 سبتمبر – توشيهيكو ناكاجيما (مواليد 1962)

### نوفمبر
- 16 نوفمبر – هيرومي تسورو (مواليد 1960)

### ديسمبر
- 14 ديسمبر – تاميو أوكي (مواليد 1928) مؤدّي صوت ياباني.
- 15 ديسمبر – ميتشيرو شيمادا (مواليد 1959) كاتبة سيناريو يابانية.